# Nicolae Zubcu-Codreanu
Nicolae Zubcu-Codreanu (în rusă Николай Петрович Зубку-Кодряну; n. 1850, județul Chișinău, gubernia Basarabia, Imperiul Rus – d. 31 decembrie 1878, Curtea de Argeș, Argeș, România) a fost un medic, revoluționar, jurnalist și ideolog, unul dintre primii promotori ai socialismului în România.

## Biografie
S-a născut în Gubernia Basarabia, fiind fiul diaconului din satul său natal. A studiat la Academia de Medicină din Sankt Petersburg, în anii 1870-1874. Aici a intrat în contact cu ideile lui Karl Marx și Friedrich Engels, alăturându-se mișcării narodniciste. Fiind persecutat de poliția țaristă, s-a stabilit în 1874, definitiv, în România. 
Aici și-a încheiat studiile medicale, activând ca medic în Argeș, dar și în zona Tutovei. În paralel, a înființat primele cercuri socialiste din Iași și București. A fost unul dintre fondatorii primului ziar socialist românesc, Socialistul. A susținut ferm ideea de revoluție, în defavoarea reformei. A colaborat cu alți socialiști ruși stabiliți în România, cum ar fi Zamfir Arbore, Nikolai Sudzilovski sau Vasili Ivanovski⁠(d), precum și cu presa socialistă și anarhistă din România și din întreaga Europa. Influențat de Herbert Spencer și de Pierre-Joseph Proudhon, a cerut desființarea proprietății private. Era liber-cugetător, fiind un aspru critic al religiei.
În timpul războiului de independență al României, Zubcu-Codreanu a lucrat ca medic militar, fiind decorat pentru activitatea sa. În paralel, a distribuit materiale socialiste printre soldații ruși staționați în România. Urmăriți de spionii ruși, care încercau să-i asasineze, Arbore și Codreanu au trebuit să fugă din București. Nicolae Zubcu-Codreanu a încercat să se refugieze la Nikolai Sudzilovski, aflat la Curtea de Argeș. A murit la 31 decembrie 1878, la doar 28 de ani, în casa acestuia, fiind bolnav de pneumonie. 